# Elasmothemis schubarti
Elasmothemis schubarti är en trollsländeart som först beskrevs av Santos 1945.  Elasmothemis schubarti ingår i släktet Elasmothemis och familjen segeltrollsländor. Inga underarter finns listade i Catalogue of Life.